# Kraftwerk Kusile
Das Kraftwerk Kusile (englisch: Kusile Power Station) ist ein im Bau befindliches Kohlekraftwerk des staatlichen südafrikanischen Energieversorgers Eskom mit einer installierten Leistung von 4,8 GW, dessen erster Block im August 2017 in Betrieb gehen sollte. Bei Betriebsaufnahme wird Kusile eines der größten Kohlekraftwerk der Welt sein und etwa 12 % der gesamten installierten Erzeugungskapazitäten Südafrikas darstellen. Es wird das erste Kraftwerk Südafrikas mit einer Rauchgasentschwefelungsanlage sein.

## Anlage
Die aus sechs 800-MW-Blöcken bestehende Anlage liegt in der Provinz Mpumalanga bei eMalahleni in der Nähe des bestehenden Kraftwerks Kendal und nimmt eine Grundfläche von 1335 ha ein. Die überkritisch betriebenen Kessel sind 102,65 m hoch. Sie werden von Mitsubishi Hitachi Power Systems Africa zusammen mit Mitsubishi Hitachi Power Systems Europe gebaut. Die Turbinen und Generatoren werden von Alstom geliefert.
Das Kraftwerk wird mit direkter Trockenkühlung betrieben, um Wasser einzusparen. Die Kondensatoren werden von 60 m hohen Betonsäulen getragen. Für den Bau des Kraftwerks sind 115.400 t Stahl und 5300 km Kabel nötig. Die Baukosten wurden auf 118,5 Milliarden Rand geschätzt. Im Jahr 2020 wurde mitgeteilt, dass die Baukosten erheblich gestiegen seien und eine vollständige Fertigstellung frühestens 2023 zu erwarten sei.